# Diacanthoidea
A Diacanthoidea a rovarok (Insecta) osztályának a botsáskák (Phasmatodea) rendjéhez, ezen belül a Diapheromeridae családjához és a Necrosciinae alcsaládjához tartozó nem.

## Rendszerezés
A nembe az alábbi fajok tartoznak:
- Diacanthoidea diacanthos
- Diacanthoidea marginata
- Diacanthoidea unispinosa
- Diacanthoidea vittata